# Tri.be
TRI.BE (/traɪ biːˌ/: tiếng Hàn: 트라이비: cách điệu: TRI.BE) là một nhóm nhạc nữ Hàn Quốc được thành lập vào năm 2021. Nhóm hiện gồm bảy thành viên: Songsun, Kelly, Jinha, Hyunbin, Jia, Soeun và Mire. TRI.BE ra mắt vào tháng 2 năm 2021, với đĩa đơn "Da Loca".

## Lịch sử

### Trước khi ra mắt
Songsun và Hyunbin từng là thực tập sinh của Banana Culture và là thành viên của Banana Culture New Kid.  Kelly là cựu thí sinh của Youth With You 2, bởi Lionheart Entertainment. Tuy nhiên, cô đã bị loại ngay vòng đầu tiên.

### 2021 - nay: Debut vớiTribe Da Loca
Vào 29 tháng 12 năm 2020, producer Shinsadong Tiger và công ty Universal Music đã cho debut nhóm mới vào khoảng đầu 2021. Vào ngày 4 tháng 1 năm 2021, SNS chính thức của Tri.be đã phát hành một video về cách logo chuyển động, bản chính thức, tiết lộ logo của nhóm và tên của họ là Tri.be. Cuối ngày đó, nhóm sẽ ra mắt vào tháng 2 năm 2021. Họ ra mắt với đĩa đơn đầu tiên Trié Da Loca vào ngày 17 tháng 2 năm 2021 với đĩa đơn chủ đạo "Doom Doom Ta"

## Thành viên
- Chú thích: In đậm là nhóm trưởng

| Nghệ danh | Nghệ danh | Nghệ danh  | Tên khai sinh | Tên khai sinh   | Tên khai sinh    | Tên khai sinh | Tên khai sinh  | Vai trò                                 | Ngày sinh         | Nơi sinh                       | Quốc tịch |
| Latinh    | Hangul    | Kana       | Latinh        | Hangul          | Kana             | Hanja         | Hán-Việt       | Vai trò                                 | Ngày sinh         | Nơi sinh                       | Quốc tịch |
| Songsun   | 송선      | ソンソン   | Kim Songsun   | 김송선          | キム・ソンソン   | 金宋善        | Kim Tống Thiện | Main Vocalist, Lead Dancer              | 22 tháng 3, 1997  | Dongdaemun-gu, Seoul, Hàn Quốc | Hàn Quốc  |
| Kelly     | 켈리      | ケリー     | Lín Wéixī     | 린웨이시        | リン・ウェイシー | 林韋希        | Lâm Vy Hy      | Lead Vocalist                           | 16 tháng 1, 2002  | Cao Hùng, Đài Loan             | Đài Loan  |
| Hyunbin   | 현빈      | ヒョンビン | Kim Hyunbin   | 김현빈          | キム・ヒョンビン | 金賢彬        | Kim Hiền Bân   | Main Rapper, Main Dancer, Lead Vocalist | 26 tháng 5, 2004  | Gyeyang-gu, Incheon, Hàn Quốc  | Hàn Quốc  |
| Jia       | 지아      | ジア       | Guō Jiājiā    | 꿔지아지아      | クア・ジアジア   | 郭嘉佳        | Quách Gia Giai | Sub Vocalist                            | 30 tháng 7, 2005  | Đài Bắc, Đài Loan              | Đài Loan  |
| Soeun     | 소은      | ソウン     | Bang Soeun    | 방소은          | パン・ソウン     | 方素恩        | Phuơng Tố Ân   | Lead Rapper, Sub Vocalist               | 10 tháng 12, 2005 | Jung-gu, Incheon, Hàn Quốc     | Hàn Quốc  |
| Mire      | 미레      | ミレ       | Aoyagi Sumire | 아오야기 스미레 | あおやぎすみれ   | 青柳菫        | Thanh Liễu Cần | Main Dancer, Sub Rapper                 | 26 tháng 3, 2006  | Yamanashi, Nhật Bản            | Nhật Bản  |
|           |           |            |               |                 |                  |               |                |                                         |                   |                                |           |
| Jinha     | 진하      | ジナ       | Kim Jinha     | 김진하          | キム・ジンハ     | 金珍廈        | Kim Trân Hạ    | Lead Vocalist, Lead Dancer              | 21 tháng 11, 2003 | Siheung, Gyeonggi, Hàn Quốc    |           |

## Danh sách đĩa nhạc

### Single albums
| Tiêu đề                                                                                       | Chi tiết | Xếp hạng | Doanh số |
| TRI.BE Da Loca                                                                                | - Phát hành: 17 tháng 2 năm 2021 - Công ty: - Định dạng: CD, tải nhạc xuống Danh sách bài hát 1. Loca 2. Doom Doom Ta (둠둠타)             | —        | TBA      |
| Conmigo                                                                                       | • Phát hành: 18 tháng 5 năm 2021 • Công ty: TR Entertainment • Định dạng: CD,tải nhạc xuống Danh sách bài hát 1. Rub-a-dum(러버덤) 2. Loro | —        | TBA      |
| "—" thể hiện phát hành này không nằm trong bảng xếp hạng hoặc không phát hành tại khu vực đó. | |          |          |

### Đĩa đơn
| Tiêu đề                 | Năm  | Thứ hạng cao nhất | Album          |
| Tiêu đề                 | Năm  | KOR               | Album          |
| ----------------------- | ---- | ----------------- | -------------- |
| "Doom Doom Ta" (둠둠타) | 2021 | —                 | Tri.be Da Loca |
| "Rub-a-dum              | 2021 | _                 | Conmigo        |

### Video âm nhạc
| Tiêu đề         | Năm  | Đạo diễn                            |
| --------------- | ---- | ----------------------------------- |
| "Doom Doom Ta"  | 2021 | Oroshi (Desert Beagle)              |
| "Rub-a-dum'''   | 2021 | 홍재환(Hong Jaehwan)(Desert Beagle) |
| "Would you run" | 2021 | Jaehwan Hong (SWISEHR)              |

## Diễn xuất

### Truyền hình thực tế
| Năm  | Tiêu đề    | Nền tảng                  | Thông tin thêm     | Chú thích |
| ---- | ---------- | ------------------------- | ------------------ | --------- |
| 2021 | Let's Trié | Studio Lulu Lala, YouTube | Debut reality show | [ 6 ]     |

## Liên kết
- Fancafe chính thức (bằng tiếng Hàn Quốc)
- Tri.be trên Instagram
- Tri.be trên Twitter
- Tri.be trên YouTube